# Sega Rally 2
Sega Rally 2 (セガラリー2) és la seqüela de Sega Rally de 1994. És un videojoc arcade de curses desenvolupat i llançat per Sega el 1998 per l'arcade Sega Model 3. El joc es la llançar per primera vegada per salons recreatius el febrer de 1998 i més tard va ser publicat per la consola Dreamcast i després als sistemes PC. Al Japó es va publicar el 28 de gener de 1999, a Europa es va publicar el 14 d'octubre de 1999 i el 27 de novembre de 1999 es va publicar a Amèrica del Nord. Finalment també va sortir a la venda la versió per a PC a Europa i Japó a finals d'aquell any i a Amèrica del Nord el setembre de 2001.

## Jugabilitat
Igual que el seu predecessor, Sega Rally Championship, l'objectiu del joc és conduir amb èxit al llarg d'una pista mentre s'assoleixen uns punts de control recompensant així al jugador amb més temps, i permetre que el vehicle arribi a la meta. Sega Rally 2 va afegir nous vehicles, nous entorns pels circuits incloent pistes amb neu i un circuit en una illa, una versió actualitzada de la pista del desert de primer joc i gran varietat de circuits per cada tipus d'entorn.
Les versions per a Dreamcast i PC també venia inclòs un mode de "campionat de 10 anys". La versió de Dreamcast tenia un FPS de la meitat que la versió arcade.
El Toyota Celica GT-Four ST-205, el Lancia Delta HF Integrale i el Lancia Stratos HF es van tornar a incorporar des del joc original com a vehicles seleccionables, juntament amb els nous cotxes de Toyota i Lancia, així com els cotxes de Mitsubishi, Subaru, Fiat, Peugeot, Renault i Ford (que no està disponible en les copies europees i nord-americanes del joc de Dreamcast).

## Vehicles disponibles

### Mode arcade
- Lancia Stratos HF
- Lancia Delta Integrale HF
- Mitsubishi Lancer Evolution
- Peugeot 206 WRC
- Peugeot 306 Maxi
- Subaru Impreza WRC
- Toyota Celica GT-Four ST205
- Toyota Corolla WRC

### Desbloquejables
- Fiat 131 Abarth Rally
- Lancia 037 Rally
- Lancia Delta Integrale 16V
- Mitsubishi Lancer Evolution III
- Mitsubishi Lancer Evolution IV
- Peugeot 205 Turbo16
- Alpine Renault A110
- Renault Maxi Megane
- Subaru Impreza 555
- Toyota Celica GT-Four ST185[6]

## Recepció
El joc va rebre crítiques positives a GameRankings amb una nota mitjana de 81,77 sobre 100 en la versió de Dreamcast i un 80 sobre 100 en la versió de PC.
A la revista NextGen, el gener del 2000, Jeff Lundrigan va publicar que la versió de Dreamcast "no és tipus de joc en el que guanyes" donant-li una puntuació de 3 estrelles sobre 5. Un any després a la mateixa revista, Jim Preston deia que la versió de PC era "un divertit i bonic joc arcade de rally que redirigeix la sang del cervell al peu" i donant també una puntuació de 3 sobre 5.